# سري (القليوبية)
سري إحدى قرى مركز طوخ التابع لمحافظة القليوبية بجمهورية مصر العربية.

## السكان
بلغ عدد سكان سري 6,089 نسمة، حسب الإحصاء الرسمي لعام 2006.